# Eleonora Bernardini
Eleonora Bernardini (Lucca, 4 aprile 1773 – Lucca, 11 maggio 1855) è stata una nobildonna italiana.

## Biografia
Nata da Carlo de' Nobili e Luisa Conti, discendeva da una famiglia aristocratica longobarda trapiantata in Toscana dal medioevo. Nel 1790 sposò il vedovo Federigo Francesco Bernardini (morto nel 1818). Fu molto amica di Padre Gioacchino Prosperi, un prete lucchese molto coinvolto nelle azioni risorgimentali.
Nell'agosto del 1796, Giuseppina Bonaparte giunse a Lucca per ragioni di sicurezza, mentre suo marito Napoleone era impegnato nella Campagna d'Italia. Venne accolta dal Governo della Repubblica con molto animo ed Eleonora fu scelta dal Consiglio degli Anziani come dama e accompagnatrice. Anche se il tempo trascorso insieme fu breve, tra le due nacque una sincera amicizia che rimase viva anche dopo la partenza di Giuseppina dalla città Toscana. Nel 1805 Eleonora fu invitata alla cerimonia di incoronazione che si svolse a Milano, ma per problemi familiari dovette declinare l'invito. In seguito, le due riuscirono a incontrarsi nuovamente a Bologna in occasione di una visita da parte di Giuseppina e del marito.
Grazie alle sue abilità nelle conversazioni, alla sua intelligenza e cultura, riuscì ad ottenere posizioni di notevole rilievo: prima come Dama di Gala della principessa Elisa Baciocchi, durante il Principato (1805-1814), in seguito come Dama di Palazzo della regina Maria Luisa di Spagna e della duchessa Maria Teresa, sotto il Ducato Borbonico (1815-1847). Inoltre, Carlo Lodovico di Borbone le concesse il titolo di marchesa e da quel momento in poi i lucchesi iniziarono a chiamarla Marchesa Bernardini.
Alla sua morte fu sepolta nella Chiesa della Santissima Annunziata dei Servi a Lucca.